# Alan Souza
Alan Ferreira de Souza (ur. 21 marca 1994 w São João de Meriti) – brazylijski siatkarz, grający na pozycji atakującego, reprezentant Brazylii.
Jego o 8 lat młodszy brat Darlan, również jest siatkarzem.

## Sukcesy klubowe
Superpuchar Brazylii:
- 2015, 2016, 2018[8]

Klubowe Mistrzostwa Świata:
- 2015, 2016

Puchar Brazylii:
- 2016, 2021

Klubowe Mistrzostwa Ameryki Południowej:
- 2016, 2017

Mistrzostwo Brazylii:
- 2016, 2017
- 2018, 2019

## Sukcesy reprezentacyjne
Puchar Panamerykański Kadetów:
- 2011

Puchar Panamerykański do lat 23:
- 2012

Mistrzostwa Świata Juniorów:
- 2013

Mistrzostwa Świata do lat 23:
- 2013

Mistrzostwa Ameryki Południowej Juniorów:
- 2014

Puchar Panamerykański:
- 2015[9]
- 2018

Mistrzostwa Ameryki Południowej:
- 2019, 2021
- 2023[10]

Puchar Świata:
- 2019

Liga Narodów:
- 2021
- 2025[11]

## Nagrody indywidualne
- 2011: Najlepszy blokujący Pucharu Panamerykańskiego Kadetów
- 2013: Najlepszy atakujący Mistrzostw Świata Juniorów
- 2015: MVP Pucharu Panamerykańskiego
- 2018: Najlepszy atakujący i punktujący Pucharu Panamerykańskiego
- 2019: Najlepszy atakujący w finale brazylijskiej Superligi w sezonie 2018/2019
- 2019: MVP Mistrzostw Ameryki Południowej
- 2019: MVP Pucharu Świata
- 2023: Najlepszy atakujący Mistrzostw Ameryki Południowej[12]